# Thomas Linacre
Thomas Linacre, angleški zdravnik in humanistični učenjak, * c. 1460, Brampton, Chesterfield, Anglija, † 20. oktober 1524, London, Anglija. 
Je predstavnik angleškega humanizma, po katerem se imenujeta eden od kolidžov na Oxfordu (Linacre College) in internat v Canterburyju.
Bil je eden prvih Angležev, ki so se v Italiji učili grščine. Z vrnitvijo domov je prinesel tudi nova spoznanja, t.i. renesančni humanizem. Njegovi učitelji so bili eni največjih učenjakov takratnega časa, sam pa je tudi poučeval druge. Gibal se je v krogu angleških učenjakov in mislecev kot so John Colet, William Grocyn, William Lilye, Thomas More. Njegov ugled je postajal čedalje večji in svoj krog poznanstev je razširil tudi drugod po Evropi. Politično se ni angažiral in se ni ukvarjal s teološkimi vprašanji.

## Življenje
Rodil se je v Bramptonu, Chesterfield, v Grofiji Derbyshire. Šolanje je začel v katoliški šoli v Canterburyu pod vodstvom Williama Tillyja iz Sellinga, ki je postal prior v Canterburyju leta 1472. Selling ga je tudi spodbudil naj gre študirat klasiko in zato se je Linacre leta 1480 vpisal v Oxford. Leta 1484 pa je nadaljeval podiplomski študij na kolidžu All Souls, Oxford. Naslednje leto je skupaj s Sellingom, k je bil odposlanec Henrika VII. odpotovala na diplomatsko misijo na Sveti sedež. Linacre je Sellinga spremljal vse do Bologne. Tam pa je Linacre postal učenec Angela Poliziana ter je posredoval njegova navodila, ki jih je Poliziano namenil v Firence sinovom Lorenza de Medicija. Mlajši izmed bratov je kasneje postal papež Leon X., kateri pa ni pozabil svojega druženja z Linacrom. Njegovi prijatelji so bili tudi: Demetrius Chalcondylas, Hermolaus Barbarus, Aldus Romanus, tiskar iz Benetk, in Nicolaus Leonicenus iz Vicenze. 12 let se je zadržal v Padovi, kjer je študiral medicino, kar je zaključil z doktoratom. Italijo je zapusti leta 1497. Po vrnitvi v Oxford, z veliko novega znanja in duhom italijanske renesanse, je oblikoval enega izmed krogov oxfordskih učenjakov, med katerimi so bili John Colet, William Grocyn in William Latimer, ki so omenjeni v Erazmovih pismih. Vendar Linacre v Oxfordu ni vadil ali pa poučeval medicine. Leta 1500 pa so mu ponudili poučevanje mladega Arthurja, princa Waleškega, ki pa je leta 1502 umrl. Umrlega kralja Henrika VII je nasledil drugi sin Henrik VIII., ki je Linacra imenoval za svojega zdravnika, kar je bil v tistemu času zelo vpliven položaj. Na dvoru je zdravil pomembne državnike in prelate, kot so kardinal Wolsey, nadškof William Warham in škof Fox. Po nekaj letih poklicne dejavnosti kot zdravnik, se je Linacre bolj posvetil študiju teologije in duhovniškim dolžnostim. Okoli leta 1509 mu je bilo podeljeno vodenje župnije Merstham v Kentu. Po letih spreminjanja položaja je leta 1520 postal župnik Wigana. Ta poklic je opravljal do svoje smrti leta 1524. Njegov najpomembnejši dosežek je bil ustanovitev kolidža zdravnikov v Londonu, katerega prvi predsednik je bil sam. Kmalu pred smrtjo je Linacre dobil dovoljenje za ustanovitev medicinske katedre na Oxfordu in Cambridgu. Prvi dve katedri sta bili ustanovljeni na Merton kolidžu, Oxford in na St. Johns kolidžu, Cambridge. Na Oxfordovu so ponovno ponovno počastili njegovo ime leta 1856 z ustanovitvijo Linacrovega profesorstva anatomije. Linacrov nagrobni napis je na sodobnem spomeniku v kripti katedrale svetega Pavla v Londonu naveden kot eden pomembnejših grobov, izgubljenih v velikem požaru v Londonu leta 1666.

## Dela
Linacre ni zgolj prevajal del iz grščine, ampak je pisal tudi svojo študijo. Na področju študij je bil poznan po zametkih (latinske) slovnice, napisane v angleščini, katere redigirana verzija je bila napisana v namene izobrazbe princese Mary. Kasneje je bila prevedena v Latinščino. Napisal je tudi latinsko skladnjo, ki je bila objavljena v Londonu leta 1524.
Pisal je tudi na področju medicine in sicer je prevajal dela iz drugih jezikov. Hotel je, da bi bila dela Galena in Aristotla dostopna in razumljiva vsem bralcem latinščine. Galenova dela, ki jih je prevedel Linacre:
•	De sanitate tuenda, (Paris, 1517)
•	Methodus medendi (Paris, 1519)
•	De temperamentis et de Inaequali Intemperie (Cambridge, 1521)
•	De naturalibus facultatibus (London, 1523)
•	De symptomatum differentiis et causis (London, 1524)
•	De pulsuum Usu (London, without date).
Prevedel je tudi Proklovo astronomsko razpravo, ki je bila natisnjena v Benetkah leta 1499. Vsi prevodi so bili zelo natančni, kar je posledica velike zbirčnosti in močnemu strmenju k perfekciji. To sta bila glavna razloga, zakaj je ohranjenih malo literarnih del in spomenikov. Pri Linacru je težko določiti, ali je bil retorik, ali gramatik.